# Parupeneus
Genre
Parupeneus est un genre de poissons marins de l'ordre des Perciformes. La plupart sont dénommés « rougets » voire « rougets-barbets » pour ceux pourvus de barbilles. 

## Liste d'espèces
| Selon World Register of Marine Species (10 May 2011) et FishBase (19 mars 2014) : - Parupeneus angulatus Randall & Heemstra, 2009 - Parupeneus barberinoides (Bleeker, 1852) - Parupeneus barberinus (Lacepède, 1801) - Parupeneus biaculeatus (Richardson, 1846) - Parupeneus chrysonemus (Jordan & Evermann, 1903) - Parupeneus chrysopleuron (Temminck & Schlegel, 1843) - Parupeneus ciliatus (Lacepède, 1802) - Parupeneus crassilabris (Valenciennes, 1831) - Parupeneus cyclostomus (Lacepède, 1801) - Parupeneus diagonalis Randall, 2004 - Parupeneus forsskali (Fourmanoir & Guézé, 1976) - Parupeneus fraserorum Randall & King, 2009 - Parupeneus heptacanthus (Lacepède, 1802) - Parupeneus indicus (Shaw, 1803) - Parupeneus insularis Randall & Myers, 2002 - Parupeneus jansenii (Bleeker, 1856) - Parupeneus louise Randall, 2004 - Parupeneus macronemus (Lacepède, 1801) - Parupeneus margaritatus Randall & Guézé, 1984 - Parupeneus minys Randall & Heemstra, 2009 - Parupeneus moffitti Randall & Myers, 1993 - Parupeneus multifasciatus (Quoy & Gaimard, 1825) - Parupeneus nansen Randall & Heemstra, 2009 - Parupeneus orientalis (Fowler, 1933) - Parupeneus pleurostigma (Bennett, 1831) - Parupeneus porphyreus (Jenkins, 1903) - Parupeneus posteli Fourmanoir & Guézé, 1967 - Parupeneus procerigena Kim & Amaoka, 2001 - Parupeneus rubescens (Lacepède, 1801) - Parupeneus seychellensis (Smith & Smith, 1963) - Parupeneus spilurus (Bleeker, 1854) - Parupeneus trifasciatus (Lacepède, 1801) | Selon ITIS (10 May 2011) : - Parupeneus barberinoides (Bleeker, 1852) - Parupeneus barberinus (Lacepède, 1801) - Parupeneus biaculeatus (Richardson, 1846) - Parupeneus chrysonemus (Jordan & Evermann, 1903) - Parupeneus chrysopleuron (Temminck & Schlegel, 1843) - Parupeneus ciliatus (Lacepède, 1802) - Parupeneus crassilabris (Valenciennes in Cuvier & Valenciennes, 1831) - Parupeneus cyclostomus (Lacepède, 1801) - Parupeneus forsskali (Fourmanoir & Guézé, 1976) - Parupeneus heptacanthus (Lacepède, 1802) - Parupeneus indicus (Shaw, 1803) - Parupeneus insularis Randall & Myers, 2002 - Parupeneus jansenii (Bleeker, 1856) - Parupeneus macronemus (Lacepède, 1801) - Parupeneus margaritatus Randall & Guézé, 1984 - Parupeneus moffitti Randall & Myers, 1993 - Parupeneus multifasciatus (Quoy & Gaimard, 1825) - Parupeneus pleurostigma (Bennett, 1831) - Parupeneus porphyreus (Jenkins, 1903) - Parupeneus posteli Fourmanoir & Guézé, 1967 - Parupeneus procerigena Kim & Amaoka, 2001 - Parupeneus rubescens (Lacepède, 1801) - Parupeneus spilurus (Bleeker, 1854) - Parupeneus trifasciatus (Lacepède, 1801) |

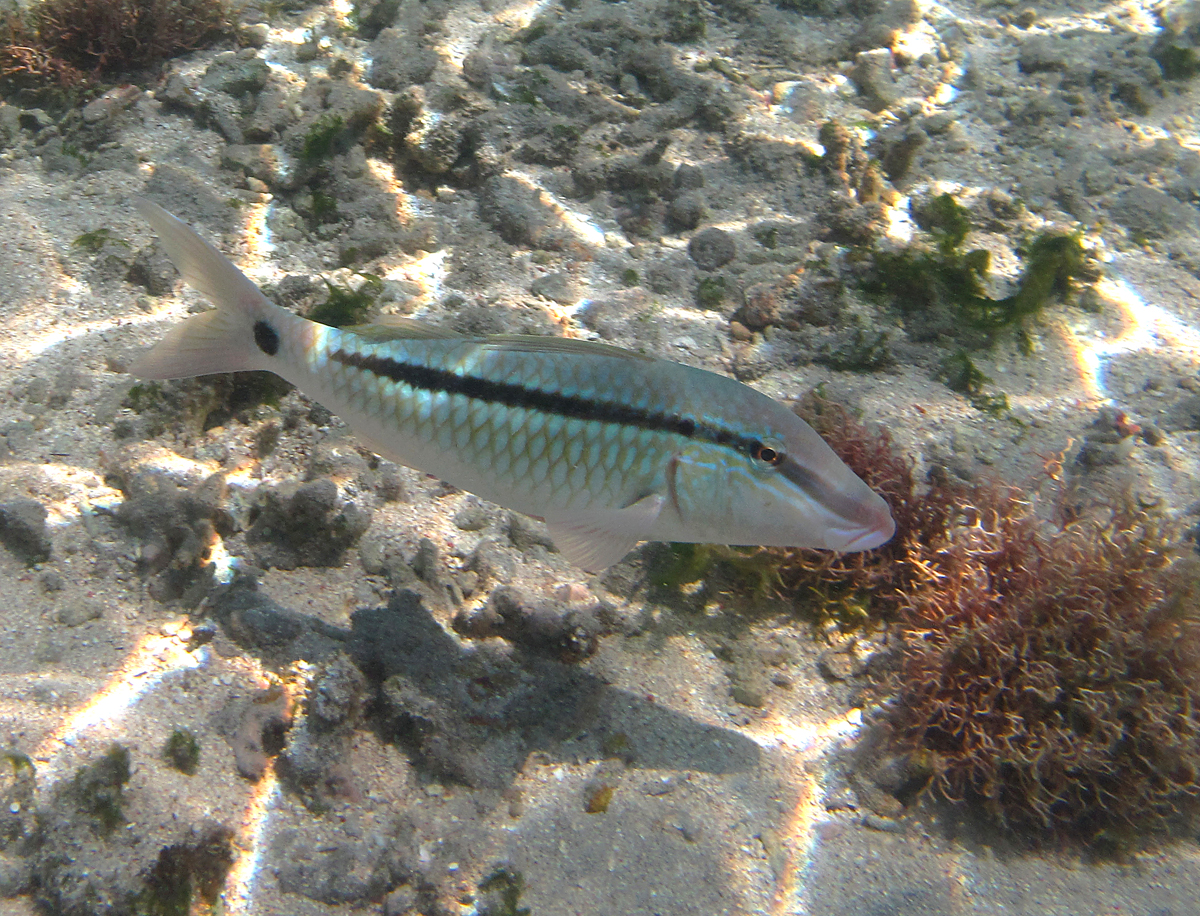
Parupeneus barberinus
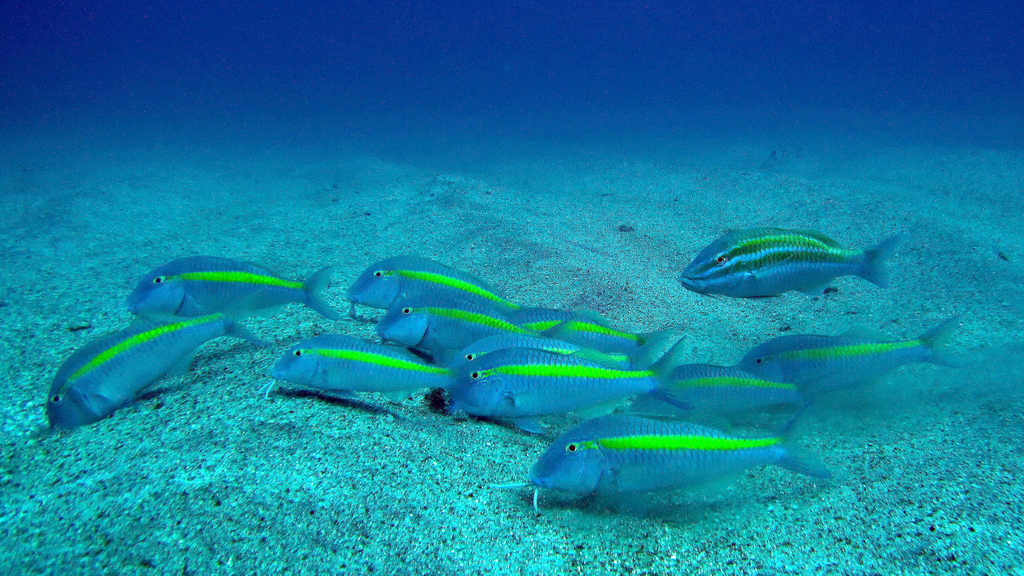
Parupeneus chrysopleuron
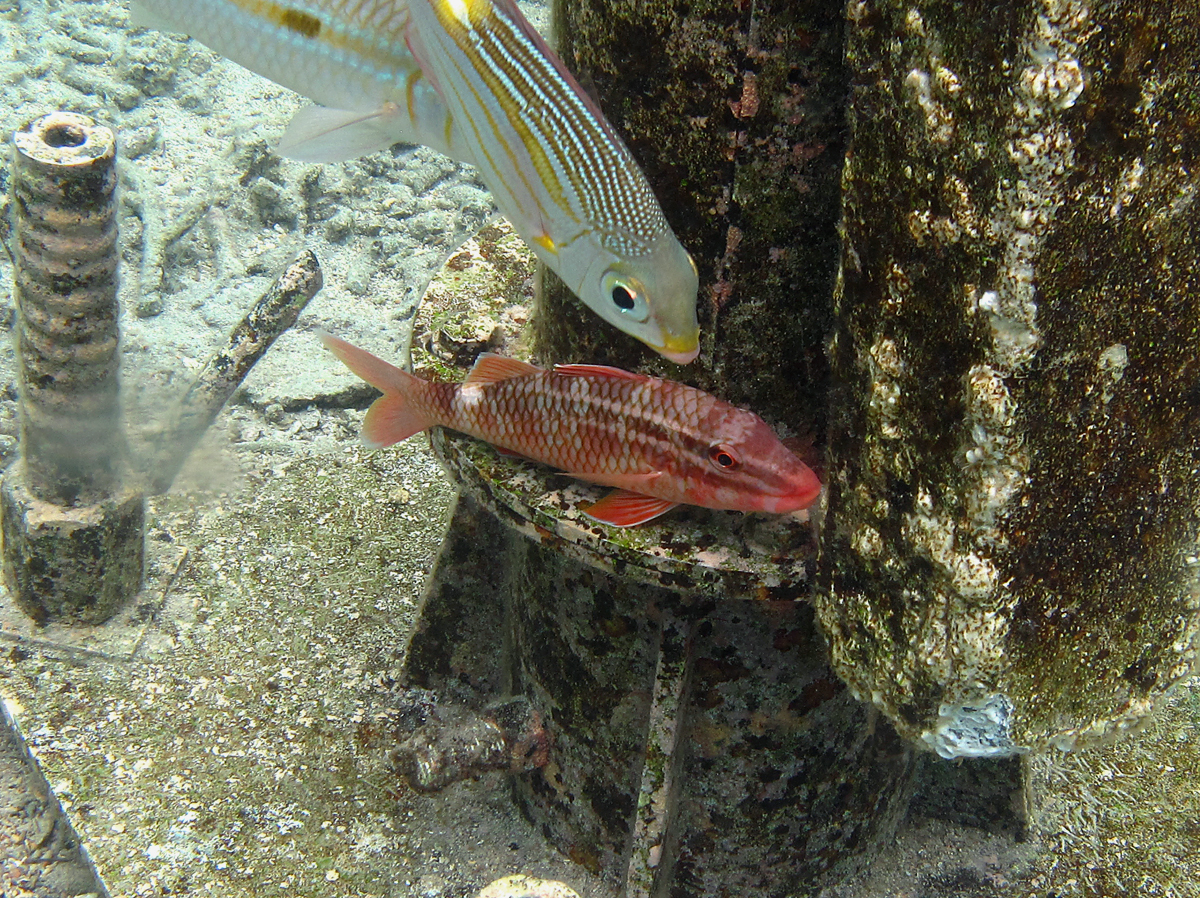
Parupeneus ciliatus
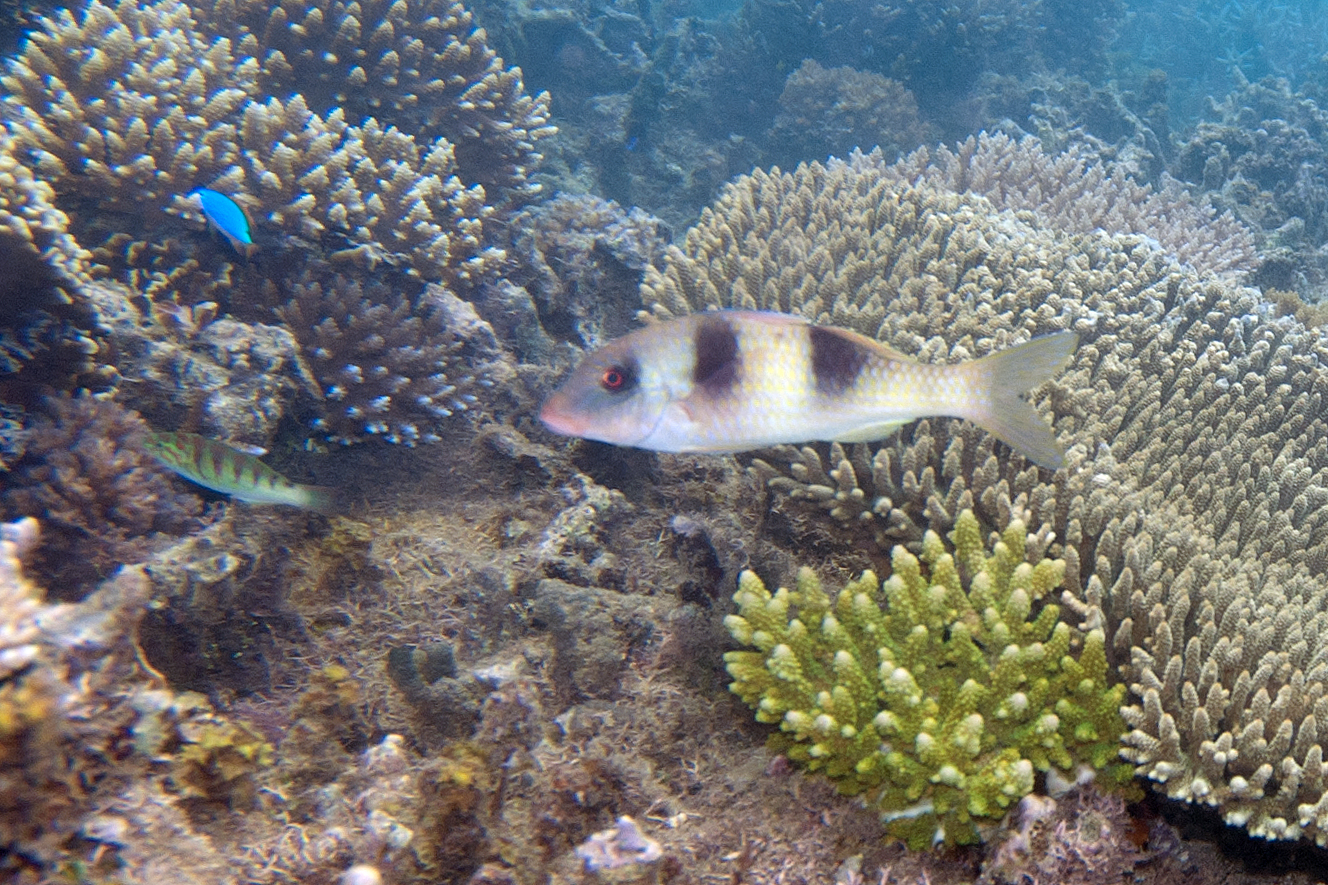
Parupeneus crassilabris
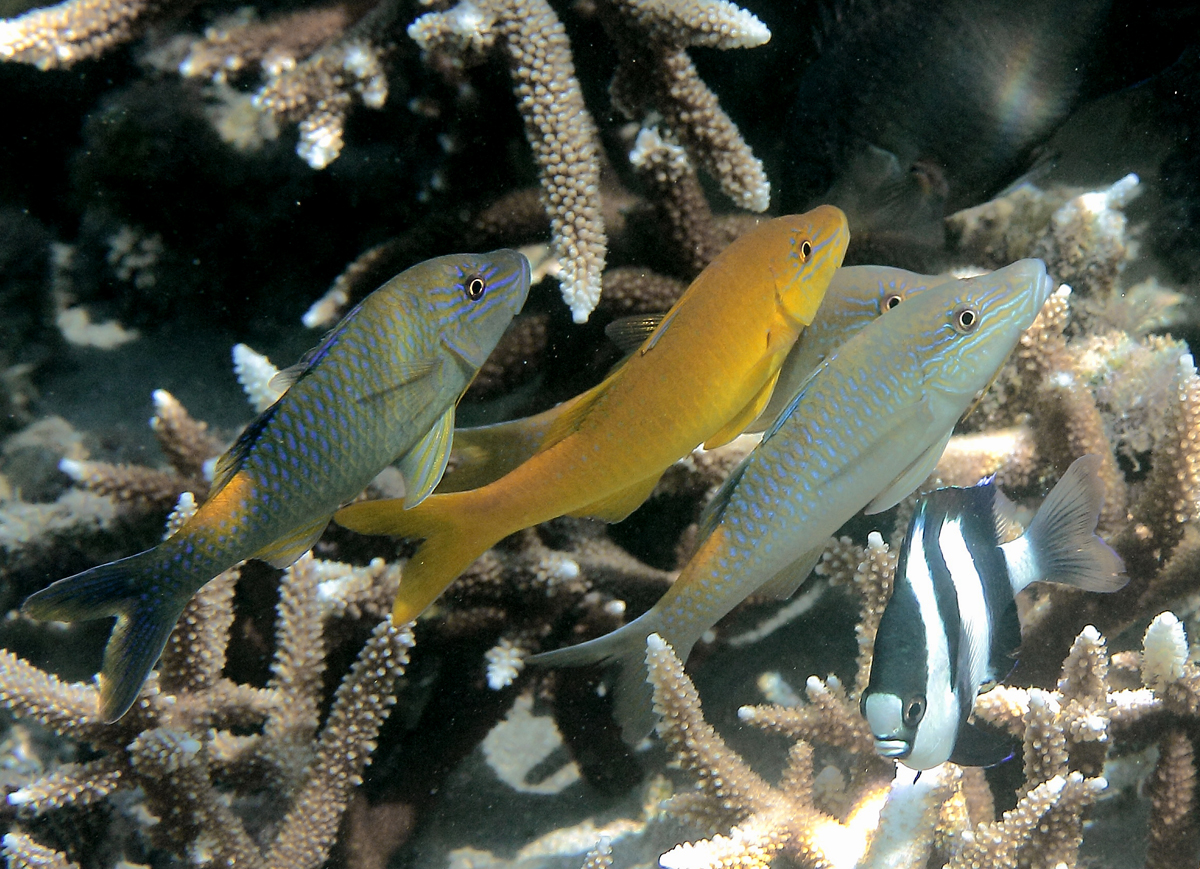
Parupeneus cyclostomus, dans deux livrées différentes
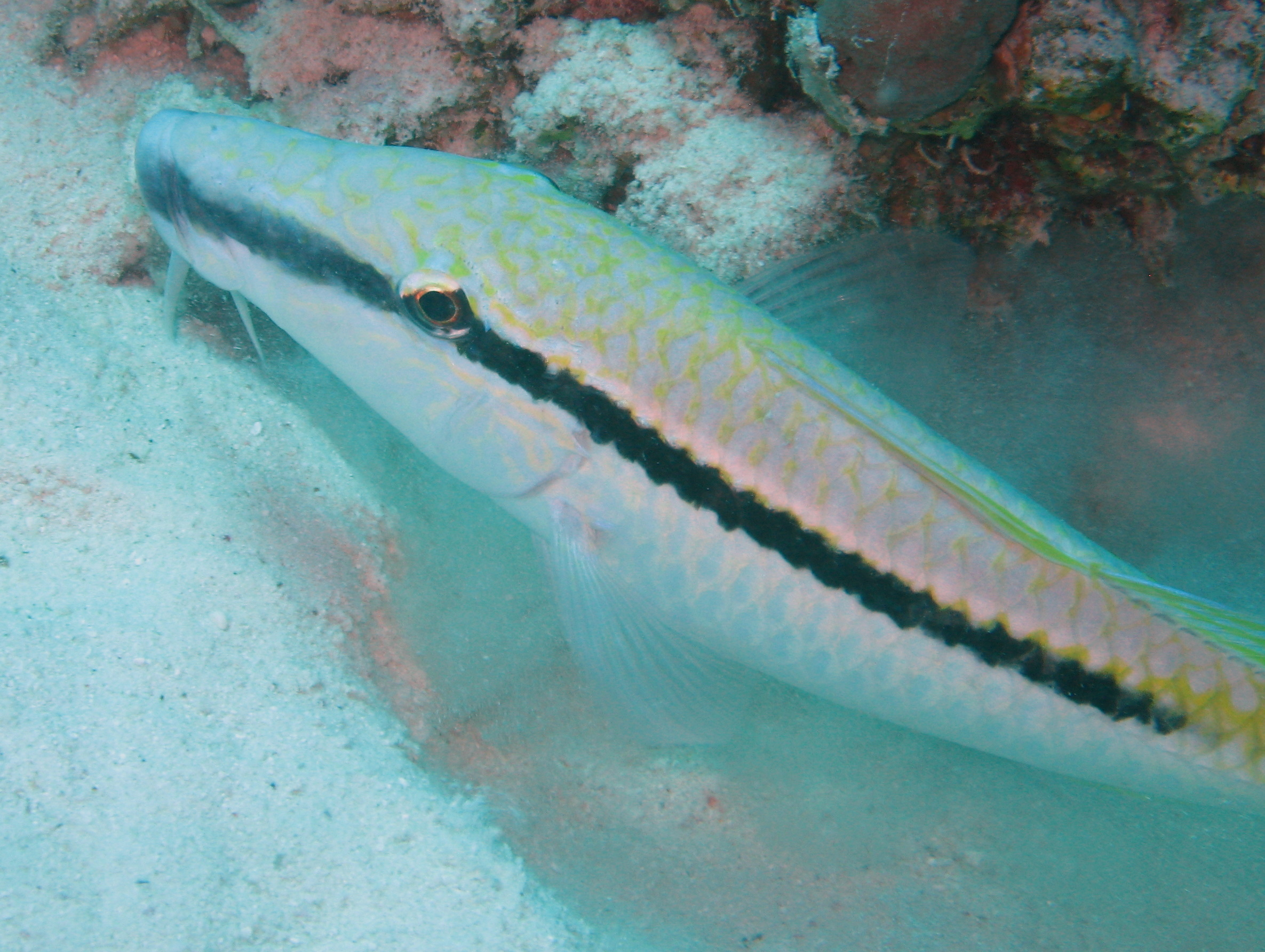
Parupeneus forsskali
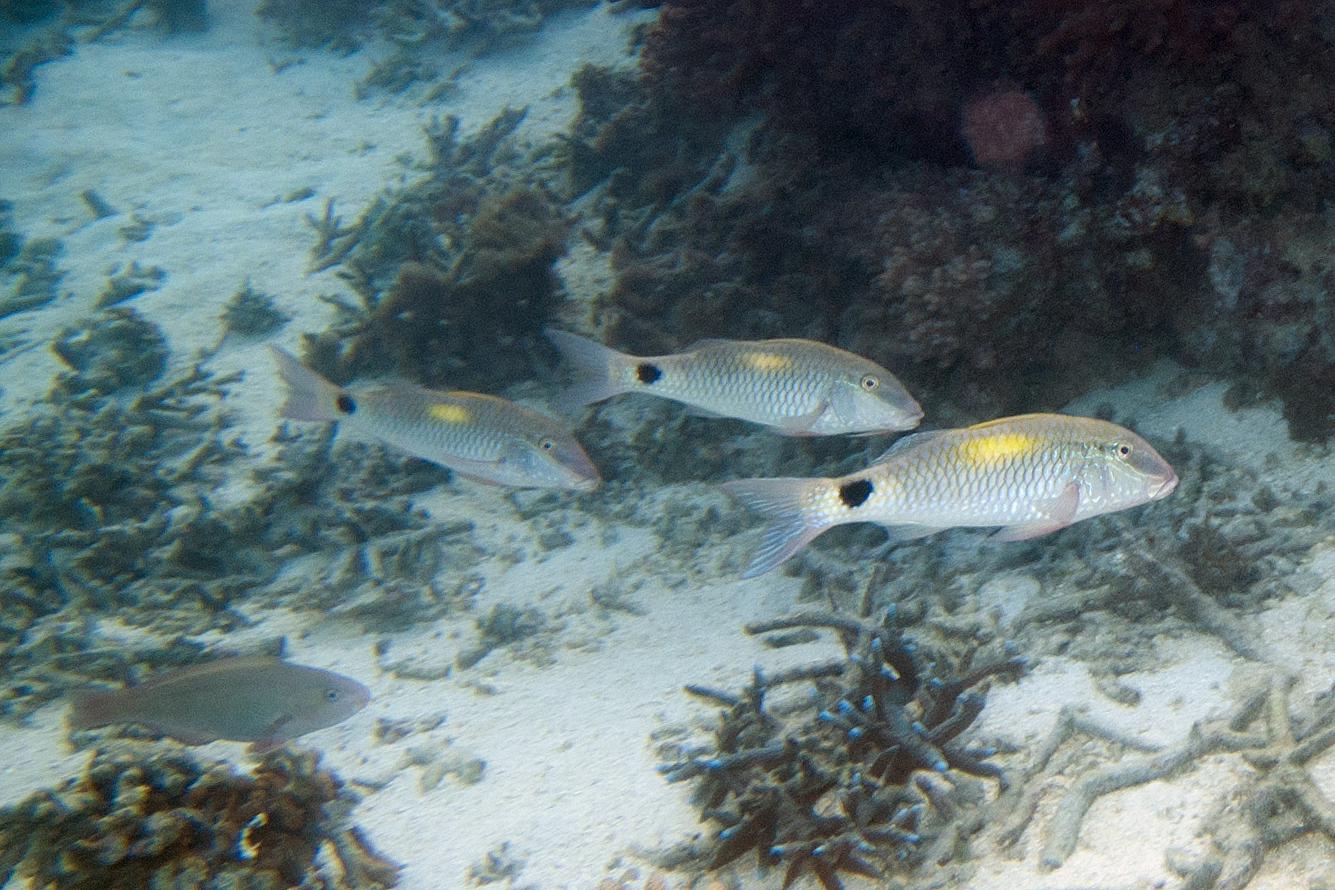
Parupeneus indicus
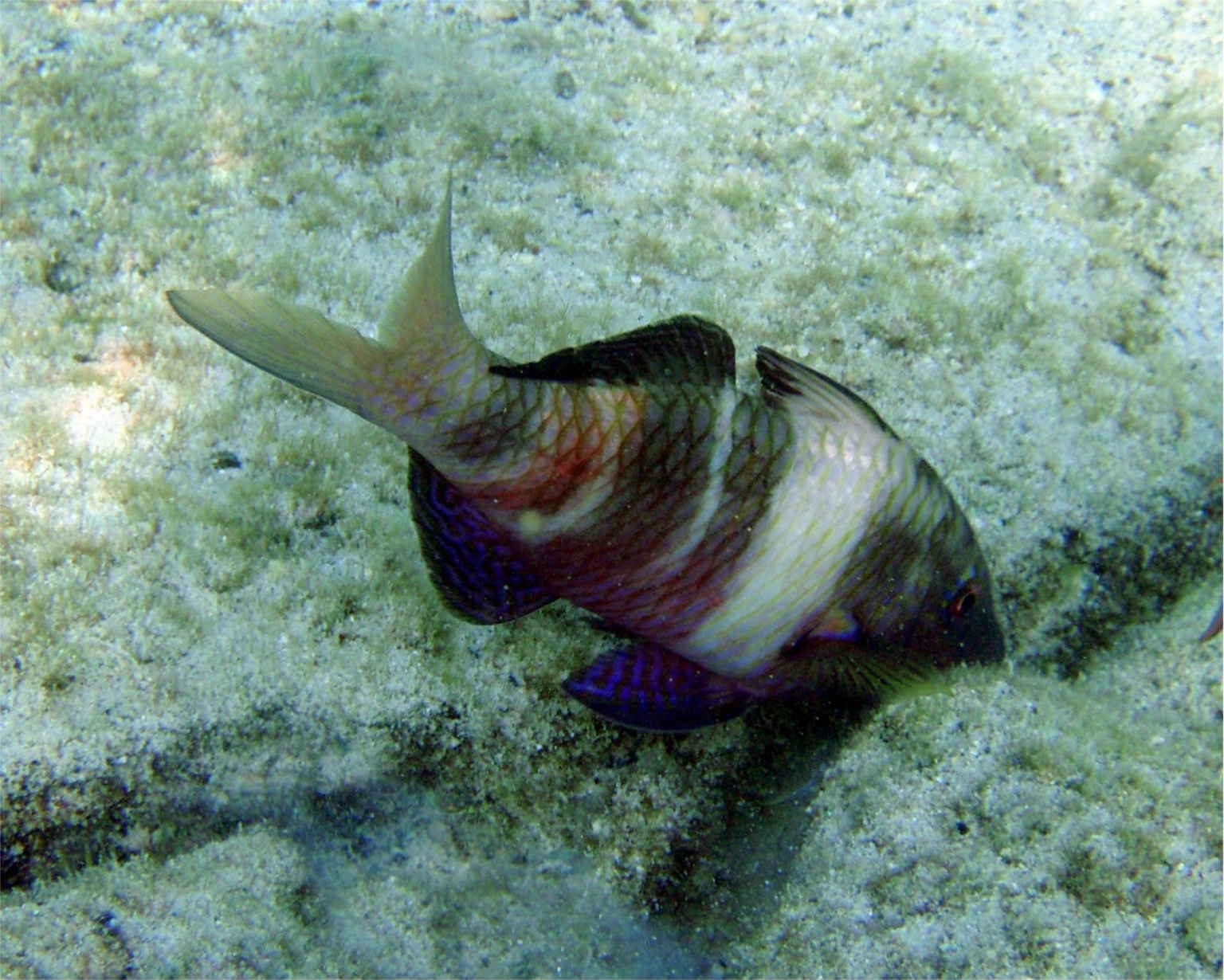
Parupeneus insularis
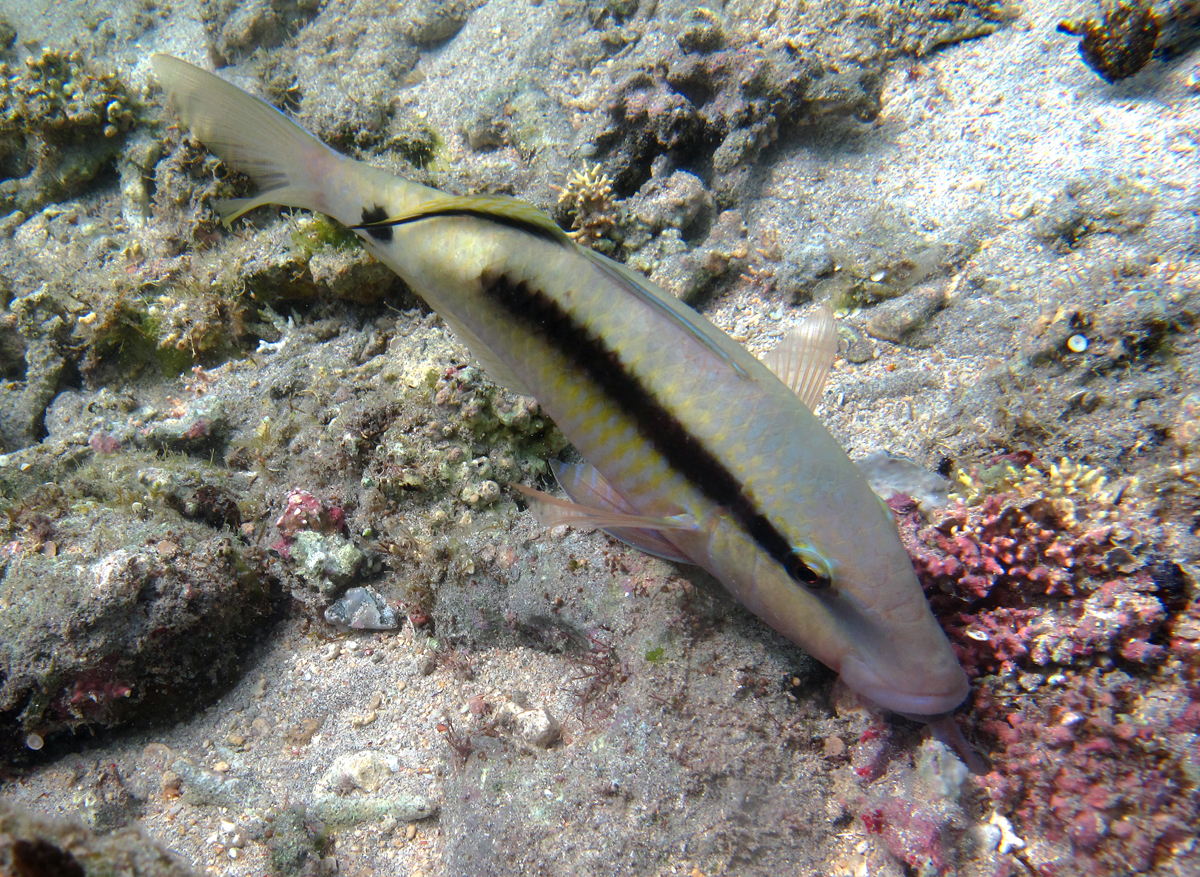
Parupeneus macronemus
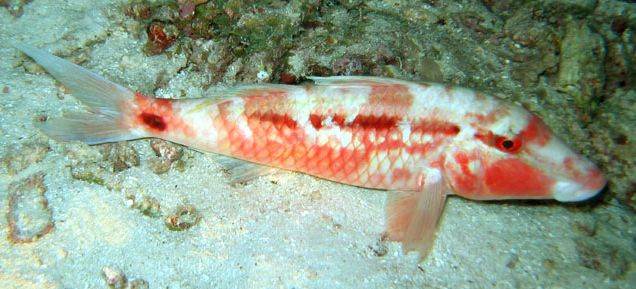
Parupeneus margaritatus
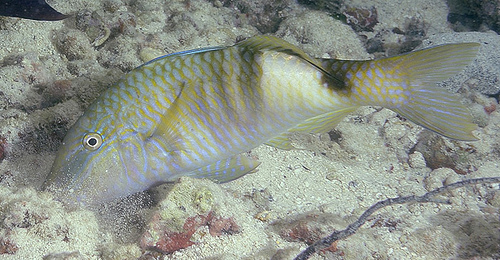
Parupeneus multifasciatus
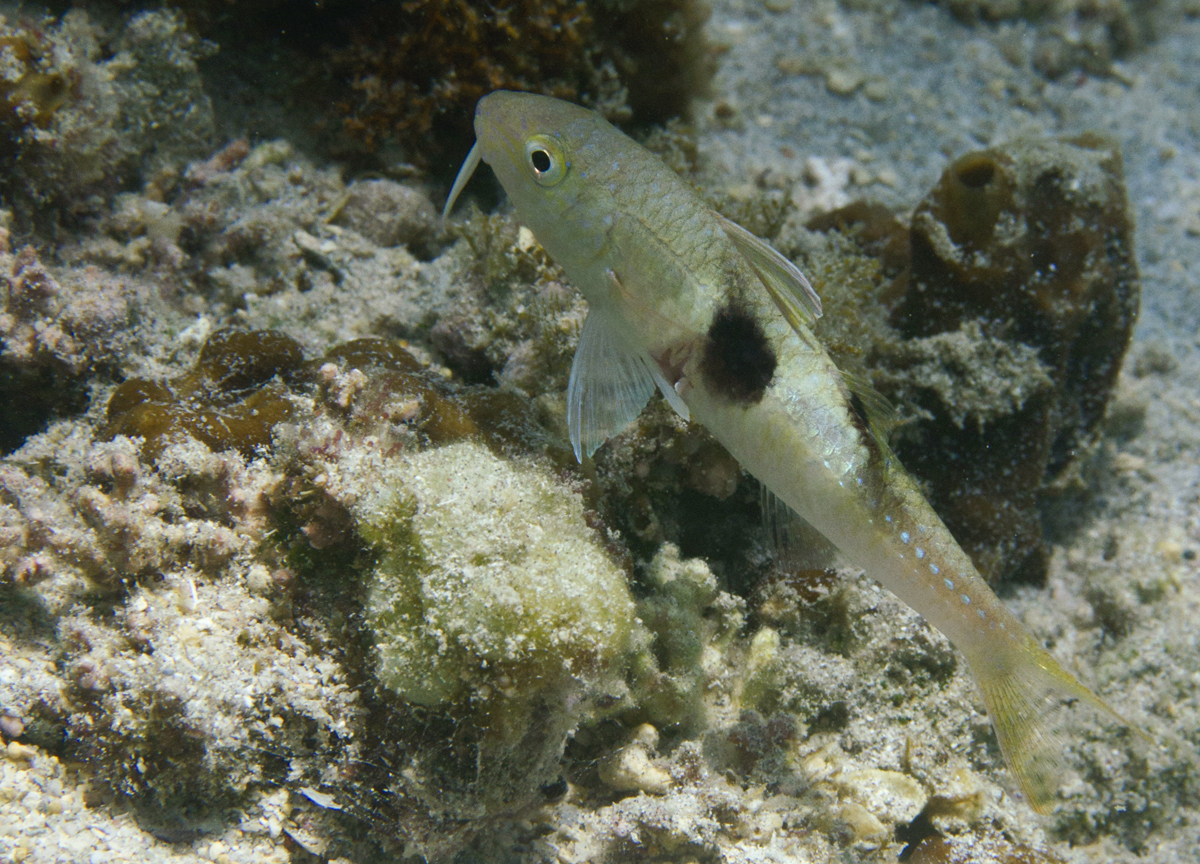
Parupeneus pleurostigma
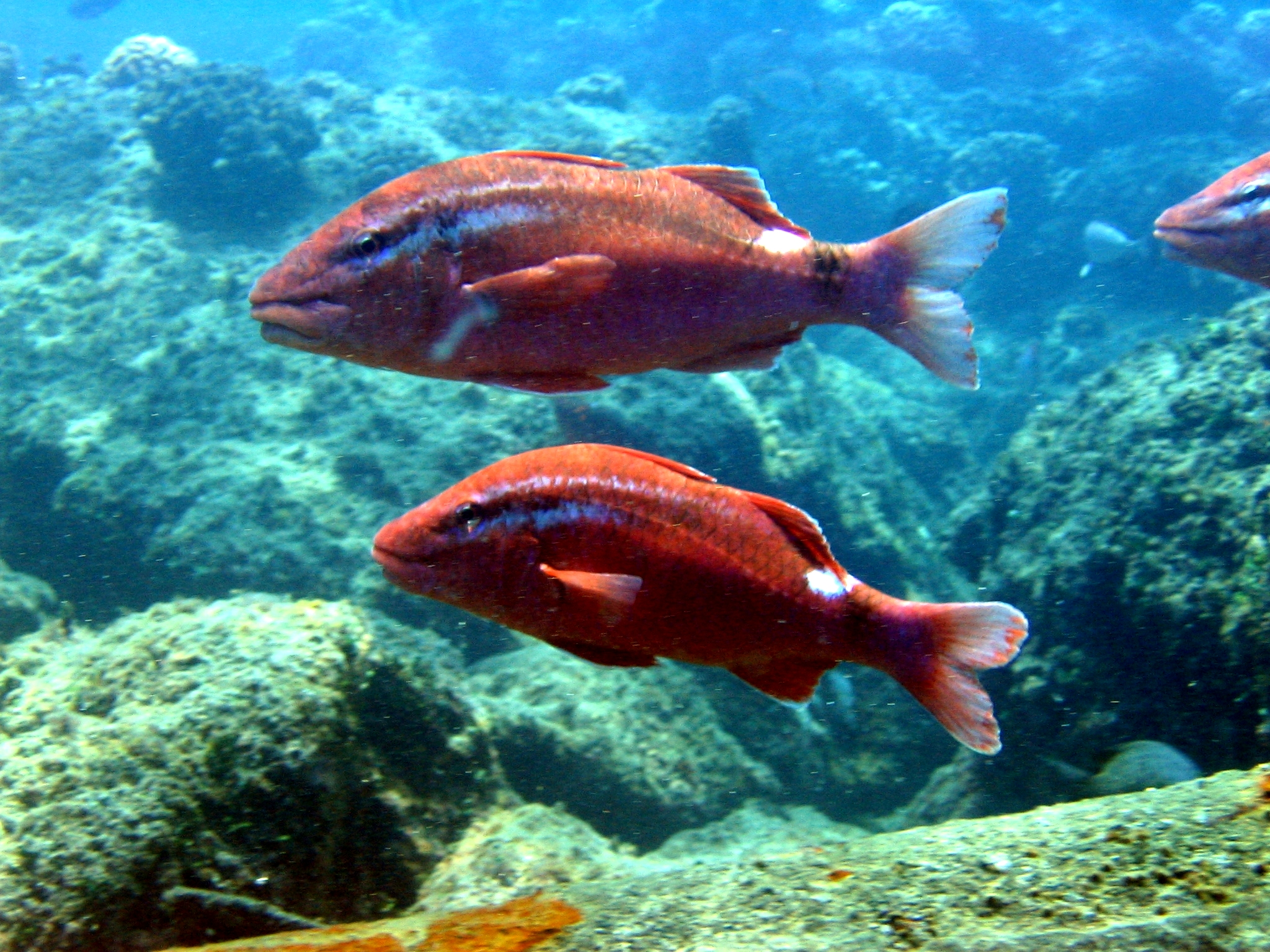
Parupeneus porphyreus
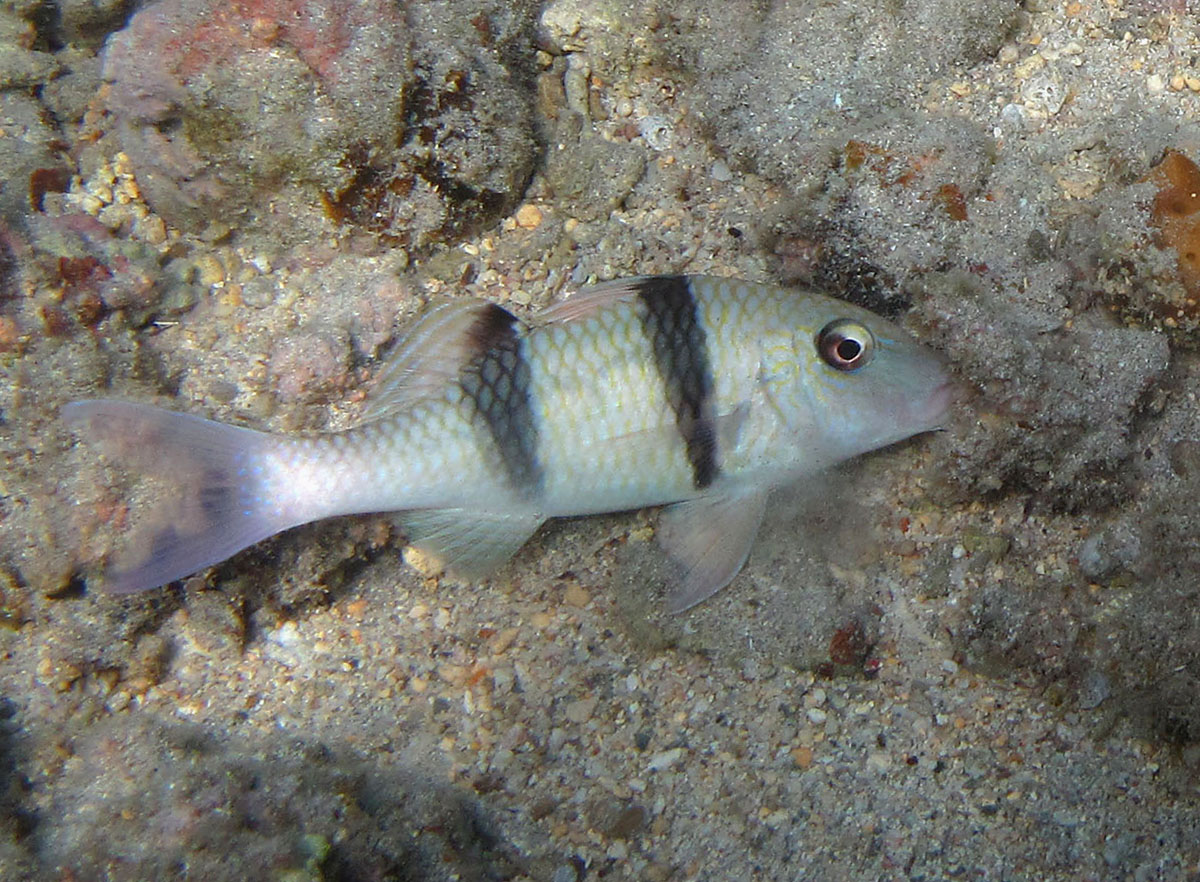
Parupeneus trifasciatus